# Chrysoperla suzukii
Chrysoperla suzukii är en insektsart som först beskrevs av Okamoto 1919.  Chrysoperla suzukii ingår i släktet Chrysoperla och familjen guldögonsländor. Inga underarter finns listade i Catalogue of Life.